# (659) Nestor
Pour les articles homonymes, voir Nestor (homonymie).
(659) Nestor est un astéroïde troyen de Jupiter découvert le 23 mars 1908 par l'astronome allemand Max Wolf.

## Caractéristiques
Son nom fait référence à Nestor, fils de Nélée et de Chloris, un héros grec de la guerre de Troie.
Sa désignation provisoire était 1908 CS.
Les calculs d'après les observations du télescope spatial IRAS lui accordent un diamètre d'environ 109 kilomètres.
Il partage son orbite avec Jupiter autour du Soleil au point de Lagrange L4, c'est-à-dire qu'il est situé à 60° en avance sur Jupiter.